# Livia Garcia-Roza
Livia Garcia-Roza (Rio de Janeiro, 15 de dezembro de 1940) é uma escritora e psicanalista brasileira pós graduada em psicologia clínica pela Universidade Federal do Rio de Janeiro.
Lívia Brazil de Mello, foi casada em primeiras núpcias, em Niterói, em 23 de agosto de 1958, com Bernardo Theodoro Ruediger Vorsatz, nascido no Rio de Janeiro, em 6 de novembro de 1938, filho de Kurt Vorsatz e de Elizabeth Vorsatz, com quem tem duas filhas. Foi casada em segundas núpcias com o escritor Luiz Alfredo Garcia-Roza.
Livia estreou na literatura em 1995, e possui seus livros influentes até hoje.
Os livros Cine Odeon, e Solo Feminino foram indicados ao Prêmio Jabuti de Literatura. Seus livros possuem o selo de Altamente Recomendável concedido pela Fundação Nacional para o Livro Infantil e Juvenil (FNLIJ).

## Obras mais influentes
Dentre suas principais obras constam:
| Ano  | Nome do livro             |
| ---- | ------------------------- |
| 1995 | Quarto de Menina          |
| 1997 | Meus Queridos Estranhos   |
| 1999 | Cartão Postal             |
| 2001 | Cine Odeon                |
| 2002 | Solo Feminino             |
| 2004 | A palavra que veio do Sul |